# Nirus corticeus
Nirus corticeus är en insektsart som beskrevs av Jacobi 1928. Nirus corticeus ingår i släktet Nirus och familjen Eurybrachidae. Inga underarter finns listade i Catalogue of Life.